# Obergünzburg
Obergünzburg är en köping (Markt) i Landkreis Ostallgäu i Regierungsbezirk Schwaben i förbundslandet Bayern i Tyskland.
Köpingen ingår i kommunalförbundet Obergünzburg tillsammans med kommunerna Günzach och Untrasried.